# Даргель, Пауль
Па́уль Да́ргель (нем. Paul Dargel; 28 декабря 1903, Эльбинг, Восточная Пруссия, Германская империя (ныне — в Варминьско-Мазурском воеводстве, Польша) — 1945), — немецкий политический и государственный деятель в эпоху нацистской Германии и один из руководителей германского оккупационного режима на Украине в годы Второй мировой войны.

## Биография
После окончания в 1919 году средней школы до 1930 года работал торговцем лесом и одновременно посещал торговую школу.
В конце 1920-х годов Пауль Даргель вступил в НСДАП. В декабре 1930 года он стал районным руководителем (крайсляйтером) НСДАП в Кёнигсберге и депутатом Прусского ландтага. В 1932 году стал гауамтсляйтером (Gauamtsleiter), а после прихода нацистов к власти в 1933 году — организационным руководителем области и руководителем школ (Gauorganisations- und Schulungsleiter) гау Восточная Пруссия. На этом посту числился до весны 1945 года.
В 1934 году Даргель стал членом Прусского провинциального совета провинции Восточная Пруссия. На выборах в Рейхстаг 29 марта 1936 года Даргель фигурировал в списке кандидатов в Рейхстаг от НСДАП (т. н. «Список фюрера»), однако депутатом не стал.
30 ноября 1937 года Даргель получил место в Рейхстаге взамен выбывшего депутата Фрица Адама. С этого момента и до конца войны в Рейхстаге он представлял избирательный округ № 1 (Восточная Пруссия). Одновременно был почётным руководителем (Ehrenarbeitsführer) Имперской рабочей службы (Reichsarbeitsdienst) по гау Восточная Пруссия.
С апреля 1940 года — врио правительственного президента Цихенау (Мазовецкое воеводство, Польша), с ноября 1940 и до конца войны — правительственный президент Цихенау.
С 1 ноября 1941 года одновременно стал начальником II Главного отдела (администрация) Рейхскомиссариата «Украина» (столица — г. Ровно), а в 1942 году стал также постоянным заместителем рейхскомиссара Украины Эриха Коха, одновременно являвшегося гауляйтером и обер-президентом Восточной Пруссии.
30 сентября 1943 года на него совершил покушение заброшенный в Ровно советский разведчик Николай Кузнецов. От брошенной Кузнецовым противотанковой гранаты Даргель получил тяжёлые ранения и потерял обе ноги. После этого на самолёте он был вывезен в Берлин.
Несмотря на тяжёлое ранение, до 10 февраля 1944 года продолжал числиться заместителем Коха. С 20 апреля 1944 года — в аппарате Партийной канцелярии, с 18 августа 1944 года — динстляйтер (начальник службы) НСДАП, уполномоченный Имперского руководства НСДАП по восточным вопросам (Beauftragter der Reichsleitung der NSDAP für Ostfragen), а также уполномоченный Партийной канцелярии по связям с генералом Андреем Власовым. В ноябре 1944 года был назначен начальником штаба Фольксштурма по гау Восточная Пруссия. 15 января 1945 года был награждён Крестом военных заслуг в золоте без мечей.
С 1945 г. Даргель числится пропавшим без вести. Его супруга после эвакуации немцев из Восточной Пруссии жила в Билефельде.